# L'Amour en laisse
Pour plus de détails, voir Fiche technique et Distribution.
L'Amour en laisse (hangeul : 모럴센스 ; RR : Moreolsenseu ; litt. « Sens moral ») est un film sud-coréen réalisé par Park Hyeon-jin, sorti en 2022 sur Netflix.
Il s'agit de l'adaptation du webtoon 모럴센스 (litt. « Sens moral ») de Gyeoul, dépeignant une romance entre Ji-hoo, ayant a un vie parfaite mais a des désirs secrets BDSM, et Ji-woo, un collègue compétent des relations publiques qui découvre son secret.

## Fiche technique
- Titre original : 모럴센스
- Titre international : Love and Leashes
- Titre français : L'Amour en laisse
- Réalisation : Park Hyeon-jin
- Scénario : Lee Da-hye et Park Hyeon-jin, d'après le webtoon 모럴센스 de Gyeoul[2]
- Musique : Kim Hong-jib
- Photographie : n/a
- Montage : Lee Young-lim
- Production : n/a
- Société de production : Seed Film
- Société de distribution : Netflix
- Pays de production :  Corée du Sud
- Langue originale : coréen
- Format : couleur
- Genre : comédie romantique
- Durée : 118 minutes
- Date de sortie : Monde : 11 février 2022 (Netflix)

## Distribution
- Seohyun : Jeong Ji-woo[3]
- Lee Joon-young (en) : Jeong Ji-hoo[4]
- Lee El : Hye-mi, meilleur ami de Jeong Ji-woo, propriétaire d'un pub pour chiens
- Seo Hyun-woo : le chef d'équipe Hwang
- Kim Han-na : Kim Yoon-ah , collègue de Jeong Ji-woo
- Lee Suk-hyeong (ko) : Woo-hyeok, travailleur à temps partiel obsédé par un pub pour chiens dirigé par Hye Mi[5].
- Kim Bo-ra : Hana, l'ex-amante de Jung Ji-hoo
- Baek Hyun-joo : la mère de Ji-woo-woo[6]
- Ahn Seung-gyun : Lee Han, le plus jeune employé

## Production

### Développement
En février 2021, lors de l'exposition itinérante de Netflix au See What's Next Korea 2021, ils annonce le prochain film romantique provisoirement intitulé Moral Sense.

### Distribution des rôles
En mars 2021, Netflix confirme que Seohyun et Lee Jun-young sont engagés pour les rôles principaux,.

### Tournage
Le 19 avril 2021, Seohyun a publié des photos révélant que le tournage était en cours

## Accueil

### Sortie
Le film sort le 11 février 2022, pour coïncider avec la Saint-Valentin.

### Critiques
Le site Rotten Tomatoes rapporte un taux d'approbation de 89 %, basé sur 9 avis avec une note moyenne de 6.10⁄10.
Kim Junmo critique pour OhmyNews déclare que le film a le sens et les attributs d'une comédie romantique. Il écrit : « Comme il s'agit d'une histoire sur le goût minoritaire du BDSM, la différence entre les goûts et les dégoûts est une limitation de ce film ». Kim estime que « la barrière à l'entrée est élevée. Surtout, les scènes contenant les actions du BDSM sont au cœur de la sympathie entre les deux personnages principaux, mais il est difficile de procurer universellement du plaisir émotionnel, de la catharsis et de l'excitation ». Kate Sánchez donne une note de 8.5⁄10 au film, pour elle : « L'Amour en laisse est doux et sensuel. C'est un regard sain sur les limites et l'amour tout en prenant le temps d'explorer la perversion dans un contexte qui ne la traite pas comme quelque chose de dangereux ou d'anormal... l'une des meilleures représentations de la perversion que j'ai vue dans un film ».
Ricardo Gallegos de La Estatuilla fait l'éloge des performances de Seohyun et de la réalisation et déclare : « Park Hyun-jin fait du bon travail en tissant les fils de l'histoire et en ajoutant une touche d'humour respectueux au développement de l'histoire ». En conclusion, pour lui : « Bien que L'Amour en laisse parvienne à utiliser des éléments classiques et conventionnels du genre de la comédie romantique, elle se distingue par la douceur avec laquelle elle traite la relation centrale, la sensualité qu'elle transmet dans son exploration de la liberté sexuelle et ses intentions honnêtes d'informer et de briser les tabous ».
James Marsh du South China Morning Post attribue au film trois étoiles sur cinq et loué les performances du couple principal en écrivant : « Seohyun et Lee Jun-young offrent des performances douces et saines ». Marsh estime que le film fait « des efforts pour normaliser le BDSM et effacer sa stigmatisation », et qu'il est sorti comme « une romance douce et bien intentionnée sur le lieu de travail ». James Marsh conclut « L'Amour en laisse est un effort louable pour lever le bandeau sur une sous-culture stigmatisée, mais sans la récompense d'une gratification durable ».

## Distinction

### Nomination
- Baeksang Arts Awards 2022 : meilleur espoir féminin pour Seohyun[14]